# باول إنجلاند
باول إنجلاند (بالإنجليزية: Paul England)‏ هو سائق سيارة سباق ومهندس أسترالي، ولد في 28 مارس 1929 في ملبورن في أستراليا، وتوفي بنفس المكان في 17 يونيو 2014.